# Georg Rüth
Georg Rüth (* 15. November 1880 in Zwingenberg (Bergstraße), Großherzogtum Hessen; † 14. Februar 1945 in Dresden) war ein deutscher Bauingenieur und Hochschullehrer, der sich mit Sanierung historischer Bauwerke und der Konstruktion von Betonbauten beschäftigte.

## Leben und Wirken
Rüth machte 1900 sein Abitur an der Oberrealschule in Darmstadt und studierte dann Bauingenieurwesen an der Technischen Hochschule Darmstadt, wo er 1905 die Diplom-Hauptprüfung bestand. Schon 1904 war er Assistent an der Hochschule und ab 1911 Dozent für Baukonstruktionen und Industriebauten. Von 1907 bis 1919 arbeitete er hauptberuflich bei der Bauunternehmung Dyckerhoff & Widmann. 1919 habilitierte er sich an der Technischen Hochschule Darmstadt als Privatdozent. 1920 gründete er ein eigenes Ingenieurbüro in Darmstadt. 1925 wurde er außerplanmäßiger außerordentlicher Professor für Wasserbau, Straßenbau und Brückenbau an der Technischen Hochschule. 1931 wurde er als Professor für Baukonstruktionslehre und Industriebauten an die Technische Hochschule Dresden berufen. Er gründete und leitete dort eine Modellbauabteilung für Hochbau. Im November 1933 unterzeichnete Rüth das Bekenntnis der Professoren an den deutschen Universitäten und Hochschulen zu Adolf Hitler. Er war Mitglied der Freien Deutschen Akademie für Städtebau. Schon 1929 befasste Rüth sich mit Luftschutzbauten und ihrer Konstruktion. Seit 1932 war er Mitarbeiter der Zeitschrift Gasschutz und Luftschutz.
Georg Rüth befasste sich insbesondere mit historischen Baukonstruktionen, wie dem Mainzer Dom, dem Holstentor und dem schiefen Turm der Oberkirche in Bad Frankenhausen. In den 1930er Jahren untersuchte er die Lübecker Marienkirche. 1938 bis 1942 leitete er die Schadensaufnahme und die Sanierungsmaßnahmen an der Dresdner Frauenkirche. Es wurden ein Eisenbeton-Ringanker an der Innenseite der Kuppel angebracht und die Pfeilerfundamente vergrößert. Ende der 1930er Jahre entwickelte er Luftschutztreppenhäuser, die sich an Werkhallen in Rüstungsfabriken anschlossen. Ausgeführte Beispiele fanden sich im Goehle-Werk in Dresden (1939) und im letzten Flügel des „F-Baus“ der Berlin-Lübecker Maschinenfabriken in Lübeck (1940). Der Luftschutzturm in Lübeck wurde von seinem Schüler Klaus Pieper, Sohn des Lübecker Baudirektors Hans Pieper, entworfen. Rüth und Hans Pieper waren seit dem gemeinsamen Studium in Darmstadt befreundet.
Rüth kam 1945 kam bei der Bombardierung Dresdens ums Leben, in deren Folge auch die Frauenkirche zerstört wurde.
Die Technische Hochschule Darmstadt verlieh ihm 1929 die Ehrendoktorwürde (als Dr.-Ing. E. h.).

## Schriften
- Materialtechnische und baupraktische Fragen für Betonstraßen. Berlin-Charlottenburg, Zementverlag 1928.
- Sicherungsarbeiten am Mainzer Dom. Amöneburg, Selbstverlag der Portland-Cement-Fabrik Dyckerhoff & Söhne, 1928 (Herstellung Bruckmann Verlag, München).
- Bauliche Maßnahmen des Luftschutzes. Bericht über die XXXVII. Hauptversammlung des Deutschen Betonvereins, in: Deutsche Bauzeitung. Zeitschrift für nationale Baugestaltung Bd. 68 (1934), S. 878–886.